# Twin Peaks
Twin Peaks és una sèrie de televisió creada per David Lynch i Mark Frost. La sèrie transcorria en el poble fictici de Twin Peaks al nord-oest de Washington. Els exteriors van ser filmats principalment a Snoqualmie (i a les seves Snoqualmie Falls) i North Bend (Washington), dos pobles propers a Seattle. La majoria de les escenes d'interiors es van rodar en un magatzem de la Vall de San Fernando, (prop de Hollywood). Es va emetre a l'ABC network dels Estats Units del 8 d'abril de 1990 al 10 de juny de 1991. La sèrie fou coproduïda per la productora d'Aaron Spelling i inicialment tingué una duració de 30 episodis al llarg de dues temporades. El 2017 s'emeté una tercera temporada, 25 anys després de la finalització de la segona temporada.
L'any 1992, David Lynch va dirigir el film Twin Peaks: Fire Walk with Me, una preqüela de tot el que succeeix a la sèrie: se centra en l'última setmana de vida de Laura Palmer.

## Argument
Twin Peaks segueix la història de l'agent del F.B.I. Dale Cooper, que és enviat a la ciutat fictícia de Twin Peaks (Washington) per investigar l'assassinat de la popular i respectada estudiant de secundària Laura Palmer. La sèrie és protagonitzada per Kyle MacLachlan com Cooper, Michael Ontkean com el Sheriff Harry S. Truman, Dana Ashbrook com Bobby Briggs, Lara Flynn Boyle com Donna Hayward, Mädchen Amick com Shelly Johnson, Sherilyn Fenn com Audrey Horne i Sheryl Lee com Laura Palmer.

## Personatges
- Kyle MacLachlan: Agent especial Dale Cooper.[5]
- Michael Ontkean: Sheriff Harry S. Truman.[6]
- Mädchen Amick: Shelly Johnson.[7]
- Dana Ashbrook: Bobby Briggs.[8]
- Richard Beymer: Benjamin Horne.[9]
- Lara Flynn Boyle: Donna Hayward.[10]
- Sherilyn Fenn: Audrey Horne.[11]
- Sheryl Lee: Laura Palmer/Maddy Ferguson.
- Catherine E. Coulson: Log Lady[12]

## Capítols
La sèrie completa consta de tres temporades i un total de 48 capítols:
| Temporada | Temporada | Capítols | Emissió original       | Emissió original      |
| Temporada | Temporada | Capítols | Inici de temporada     | Fi de temporada       |
| --------- | --------- | -------- | ---------------------- | --------------------- |
|           | 1         | 8        | 8 d'abril de 1990      | 23 de maig de 1990    |
|           | 2         | 22       | 30 de setembre de 1990 | 10 de juny de 1991    |
|           | 3         | 18       | 21 de maig de 2017     | 3 de setembre de 2017 |

### Primera temporada (1990)
- 0 - Pilot: Un cadàver a Black Lake. (Escrit per Mark Frost i David Lynch. Dirigit per David Lynch).
- 1 - Pistes sense sortida. (Escrit per Mark Frost i David Lynch. Dirigit per Duwayne Dunham).
- 2 - Zen, una habilitat per caçar un assassí. (Escrit per Mark Frost i David Lynch. Dirigit per David Lynch).
- 3 - Descansi en el dolor. (Escrit per Harley Peyton. Dirigit per Tina Rathbone).
- 4 - El manc. (Escrit per Robert Engels. Dirigit per Tim Hunter).
- 5 - Els somnis de Cooper. (Escrit per Mark Frost. Dirigit per Lesli Linka Glatter).
- 6 - Les investigacions. (Escrit per Harley Peyton. Dirigit per Caleb Deschanel).
- 7 - El darrer capvespre. (Escrit per Mark Frost. Dirigit per Mark Frost).

### Segona temporada (1990-1991)
- 8 - Pot el gegant estar amb tu?
- 9 - Coma
- 10 - L'home darrere el vidre
- 11 - El diari secret de Laura
- 12 - La maledicció de l'orquídia
- 13 - Dimonis
- 14 - Ànimes solitàries
- 15 - Conduir amb un cadàver
- 16 - La mediació
- 17 - Disputa entre germans
- 18 - Ball de màscares
- 19 - La vídua negre
- 20 - Escac i mat
- 21 - Doble joc
- 22 - Mestresses i esclaus
- 23 - La condemnada
- 24 - Ferides i cicatrius
- 25 - A les ales de l'amor
- 26 - Canvi en les relacions
- 27 - El camí cap a Black Lodge
- 28 - Miss Twin Peaks
- 29 - Més enllà de la vida i de la mort
- 30 - Twin Peaks: el foc camina amb mi

### Tercera temporada (2017)
- 31 - Part 1
- 32 - Part 2
- 33 - Part 3
- 34 - Part 4
- 35 - Part 5
- 36 - Part 6
- 37 - Part 7
- 38 - Part 8
- 39 - Part 9
- 40 - Part 10
- 41 - Part 11
- 42 - Part 12
- 43 - Part 13
- 44 - Part 14
- 45 - Part 15
- 46 - Part 16
- 47 - Part 17
- 48 - Part 18

## Influències
Mike Mariani, escriptor de The Atlantic, va escriure “Seria molt difícil veure tot l'abast de sèries televisives de qualsevol temporada sense trobar-ne cap que no es vegi influenciada creativament per Twin Peaks”, fent referència a “la manipulació del que és inquietant per mà de Lynch, les seves trames surrealistes que no segueixen un ordre lògic, el seu humor negre i els seus característics tràvelings amb un caire ominós que és avui dia es pot observar en una gran varietat de sèries contemporànies. L'any 2010, la sèrie de televisió nord-americana Psych va homenatjar Twin Peaks amb una reunió amb 7 dels seus actors originals (Sherilyn Fenn, Sheryl Lee, Dana Ashbrook, Robyn Lively, Lenny Von Dohlen, Catherine E. Coulson, i Ray Wise) per l'episodi número 12 de la cinquena temporada, titulat “Dual Spires”.
Crítics i fans de la sèrie estatunidenca The Killing de Veena Sud han detectat certes similituds amb la sèrie de Twin Peaks i la seva preqüela, Twin Peaks: Fire Walk With Me i s'han realitzat comparatives entre les obres dels dos directors.
El creador de Bates Motel, Carlton Cuse, cita Twin Peaks com a element clau en la inspiració per la seva sèrie: “Pràcticament vam copiar Twin Peaks… Si volíeu aquesta confessió, la resposta és que sí. M’encantava aquella sèrie. Només en van fer 25 episodis. La Kerry [Ehrin] i jo vam pensar de fer els 70 que falten.”
Twin Peaks va servir com a inspiració pel videojoc del 1993 The Legend of Zelda: Link's Awakening. El director Takashi Tezuka va citar la sèrie com el principal factor per la creació dels personatges “sospitosos” que formen part del joc, igual que els elements de misteri de la història. Nintendo of America Inc. January 2010. Retrieved January 13, 2011. El programa també ha influenciat alguns videojocs del gènere survival horror i del thriller psicològic, com ara Alan Wake, Deadly Premonition, Silent Hill. i Max Payne.
La sèrie americana animada Gravity Falls ha fet referència de manera continuada a l'anomenat “Black Lodge” i altres elements propis del món de Twin Peaks.
La cançó “Laura Palmer” del grup musical Bastille es va escriure sota la influència del “lleugerament estranya i misteriosa” atmosfera de la sèrie.